# Georg Reinbold

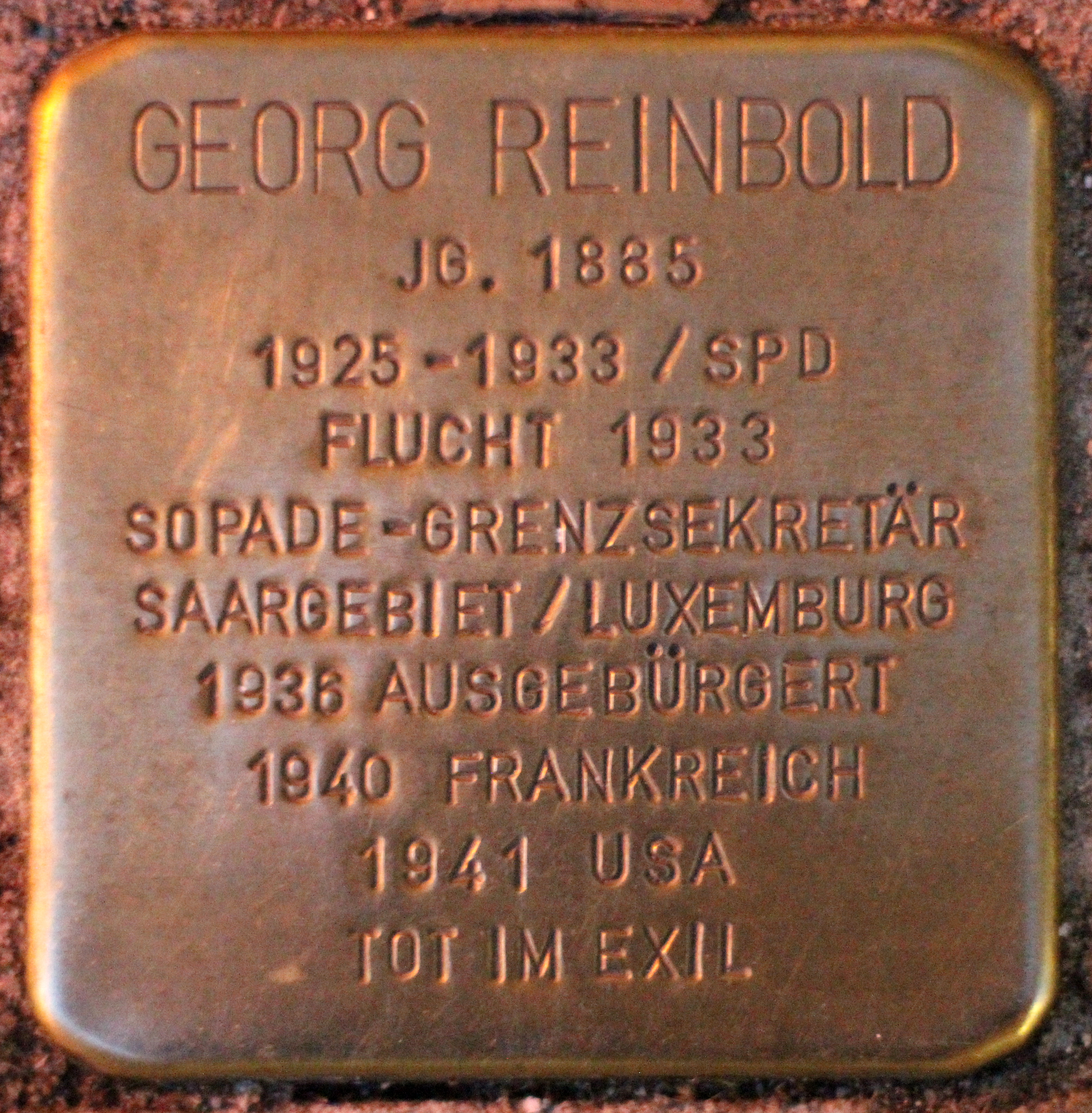
Stolperstein für Reinbold am Karlsruher Ständehaus

Georg Reinbold (Pseudonym Simon oder Salomon Schwarz; * 22. Oktober 1885 in Triberg; † 24. Mai 1946 in New York City) war ein deutscher sozialdemokratischer Politiker. Er war während der Weimarer Republik Landesvorsitzender der SPD in Baden.

## Leben
Reinbold war bis 1912 als Schlosser und Mechaniker tätig. Im Jahr 1906 trat er der SPD bei. In den Jahren 1910 und 1911 war er Mitglied im Bürgerausschuss von Triberg. Ebenfalls im Jahr 1911 war er Vorsitzender der örtlichen Gewerkschaftskartells. Zwischen 1912 und 1920 war er Expedient der in Freiburg erscheinenden Volkswacht in Singen. Außerdem war er Parteisekretär der SPD für den Wahlkreis Baden I. Während des Ersten Weltkriegs war er als Unteroffizier Kriegsteilnehmer.
Zwischen 1920 und 1923 war Reinbold Redakteur der Zeitung Volkswillen in Singen. Dort war er auch von 1919 bis 1922 Mitglied im Gemeinderat. In den Jahren 1922 und 1923 war er auch Kreistagsmitglied in Konstanz. Zwischen 1923 und 1933 war Reinbold hauptberuflich Parteisekretär.
Reinbold war von 1924 bis 1933 Landesvorsitzender der SPD in Baden. Außerdem gehörte er seit 1923 dem zentralen Parteivorstand an. Zwischen 1924 und 1933 war er außerdem Mitglied des Gauvorstandes Baden des Reichsbanners Schwarz-Rot-Gold.
Im Jahr 1919 kandidierte Reinbold vergeblich für einen Sitz in der Weimarer Nationalversammlung. Zwischen 1925 und 1933 gehörte er dem Badischen Landtag an. Von 1928 bis 1932 war er Mitglied im Fraktionsvorstand und von 1931 bis 1933 war er Vizepräsident des Parlaments.
Zu Beginn der Zeit des Nationalsozialismus floh Reinbold über Straßburg ins Saargebiet. Im Exil lebte er teilweise unter dem Namen Simon oder Salomon Schwarz. Er war zunächst Grenzsekretär der Sopade. Nach der Saarabstimmung lebte er ab 1935 zunächst in Frankreich und kurze Zeit später in Luxemburg. Im Jahr 1936 wurde Reinbold offiziell aus dem Deutschen Reich ausgebürgert. Im Jahr 1938 schlug Reinbold vergeblich die Vereinigung aller Parteien der Sozialistischen Internationale zu einer „einheitlichen politischen Kraft“ vor. Im Mai 1940 ging Reinbold nach Südfrankreich. Seit 1941 lebte er in den USA. Reinbold blieb politisch aktiv und beteiligte sich 1944 unter anderem an einem Komitee emigrierter deutscher Gewerkschafter, die eine engere Zusammenarbeit mit der amerikanischen Gewerkschaftsbewegung anstrebten.